# Annibale Castelli

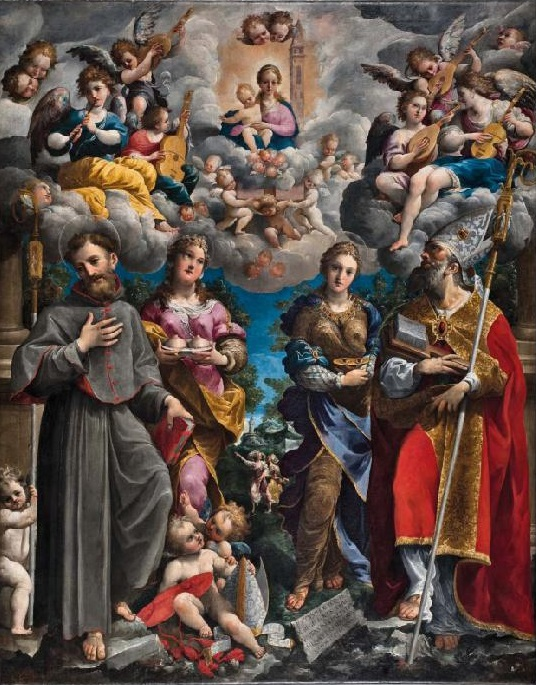
Madonna di Loreto con Bambino e santi

Annibale Castelli (Bologna, 1570 circa – 1620 circa) è stato un pittore italiano attivo principalmente nella sua città natale e nei suoi dintorni.

## Biografia
Dipinse l'iconografia religiosa sia a olio che in affresco. Fu allievo di Pietro Faccini. Dipinse la Risurrezione di Lazzaro per la chiesa di San Paolo a Bologna e una Madonna di Loreto con Bambino e Santi (1603) per una chiesa di Mirandola.